# リセ・コンドルセ
リセ・コンドルセ（Lycée Condorcet）は、フランス・パリ9区にあるリセで、サン＝ラザール駅とオスマン大通りの間、アーブル通り8番地にあるパリで最も古い4つのリセのひとつである。

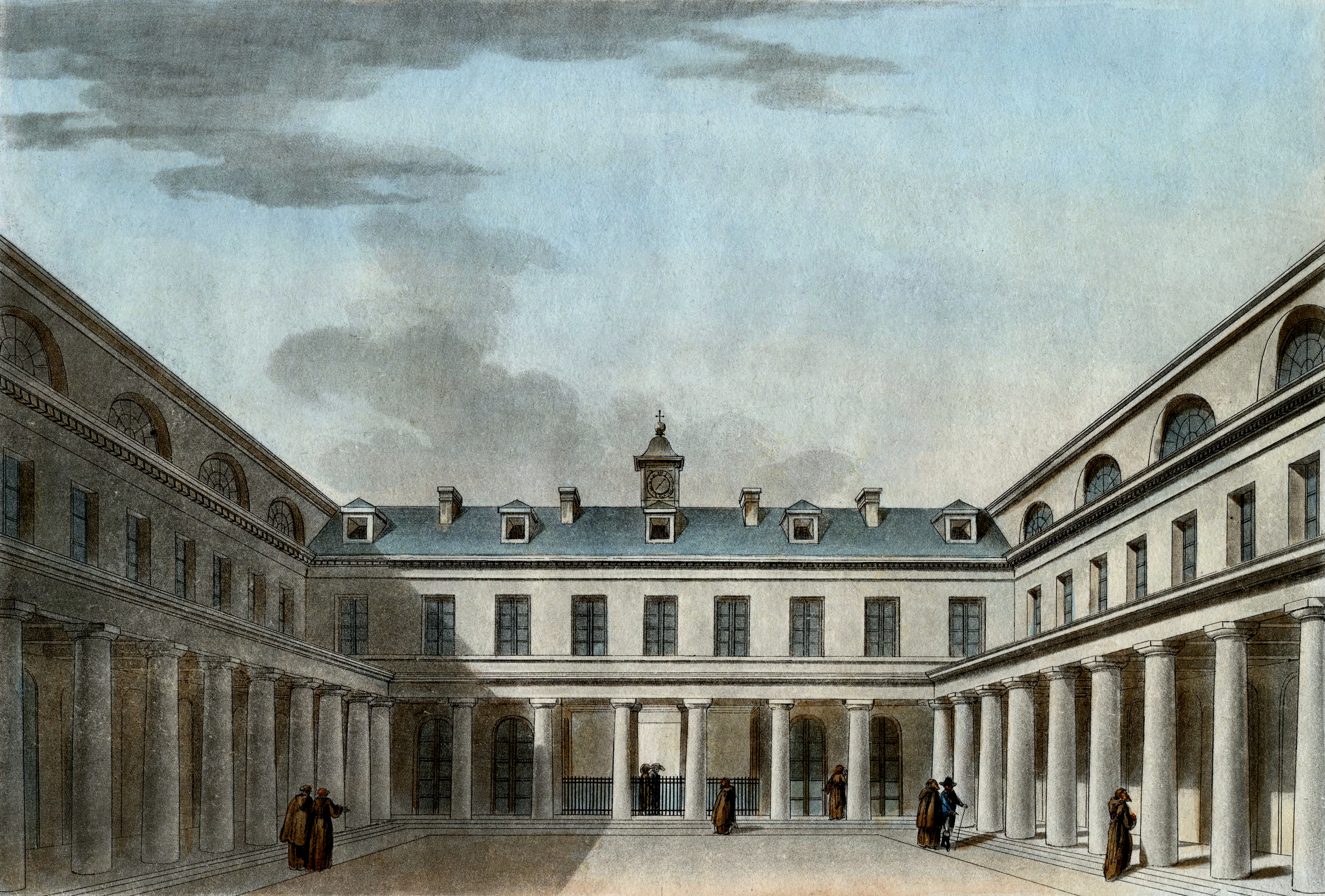
リセの入り口に設置されている、リセのかつての回廊と中庭を描いた彫刻（1808年制作）。

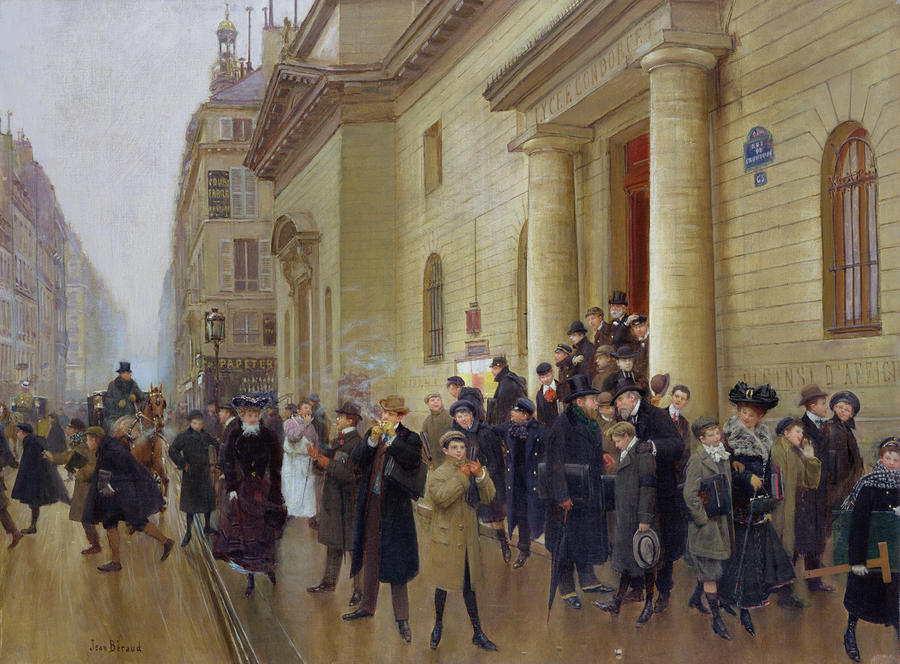
ジャン・ベローの絵画『リセ・コンドルセ帰り』に描かれたリセの入り口。 コーマルタン通りに面した現在の学校の裏側ファサード。

## 沿革

### 創立から第二帝政期末まで
1781年にアレクサンドル＝テオドール・ブロンニャールによって建てられたカプサンの回廊の建物を利用して、ショッセ＝ダンタン地区のサント＝クロワ通りに創立された。1803年9月10日付の勅令によって1804年に開校したこのリセは、パリで最も古い4つのリセのひとつである。
19世紀のほとんどの期間、リセは右岸の「偉大なリベラルなリセ」であり、その比較的柔軟なシステムのおかげで、進歩的なブルジョワジーの息子たちに選ばれた。
1844年、サン・ラザール通りを拡張し、その周囲を細分化する協定が結ばれ、リセは校庭の大部分を手放すことになった。 同年、新駅への行き来を容易にするためにアーブル通りは開通した。 リセは敷地を失う代わりに、新しい道路まで拡張することを許可された。 20年後、そこに建物が建てられ、現在は学校の入り口となっている。 1853年、リセの敷地に大聖堂を建てる計画が持ち上がり、リセは取り壊しの危機にさらされた。
19世紀、政治当局は、学校の直接的な環境を保護することに特に注意を払い、産業活動、学生寮、飲酒施設など、危険とみなされる要素や騒音で汚染されないようにした。 第二帝政期には、近くにあるパッサージュ・デュ・アーヴルは堕落した場所とみなされ、学生たちは「お菓子、淫らな絵、自由奔放な小説や政治的なパンフレットを手に入れることができた」と歴史家のマルク・ル・クール（Marc Le Cœur）は指摘している。

### 第三共和制期
1880年度が始まると、多くの新入生が入学したため、リセはローマ通りに店舗を借りて初等クラスを開設し、検閲官の部屋と校長の書斎を教室に改築することを余儀なくされた。
アーブル通りの本館は「グラン・コンドルセ」と呼ばれ、同じアムステルダム通りにあった小さなリセ「プチ・コンドルセ」とは対照的だった。
1894年、学生たちが総合型ｽﾎﾟｰﾂクラブを設立。
1904年、リセ・コンドルセの教師が歴史の授業で「生徒の前でジャンヌ・ダルクを侮辱したとして訴えられた。この教師の名前にちなむタラマス事件が始まった。
第三共和制下、リセはユダヤ人ブルジョワジーの社会的統合の手段であった。 他の学校に比べ、アンリ・ベルクソン、ジョルジュ・マンデル、マルセル・プルーストなど、ユダヤ系の割合が高かった。 これは、学校が最近都市化された地域にあり、裕福なユダヤ人が地方からパリに移り住み、その近く、あるいはもっと一般的にはパリ西部の近隣の地区に定住していたことで説明できる。 コンドルセは無宗派であったため、生徒たちは宗教に関係なく平等であり、学校の教育方法は「比較的オープンでリベラル」であったと、歴史家のピエール・アルベルティーニは指摘する。 ユダヤ人の生徒たちは、多くのプロテスタントの生徒たちと肩を並べ、全員が親共和主義的な熱意を示していた。 1930年代には、中欧や東欧から労働者階級のユダヤ人が多くやってくるようになり、学校の社会学に変化が生じた。

### 第二次世界大戦期
この大失敗と脱出により、1939年から1940年の学年度中に、リセの生徒の半数が郊外や地方へ移住した。
占領下の1940年から1941年にかけて、学校のユダヤ人教師のうち5人が、ユダヤ人の地位に関する法律に従って解雇された。 ジャン＝ミシェル・アトランとアンリ・ドレフュス＝ル・フォワイエであった。後者は後にジャン＝ポール・サルトルと交代し、激しい論争に発展した。 歴史教師のシャルル＝アンドレ・ジュリアンは、ユダヤ人の教え子たちとの連帯を表明した。
1938年から1939年の1年間で、2,600人の生徒（大コンドルセで1,400人、小リセで1,200人）のうち、少なくとも10～12％がユダヤ人であった。 1943年4月までに、その数は90％減少し、23人が1942年6月7日から義務化された黄色い星をつけていた。 1940年にはすでに40％減少していたが、その主な原因は、政府による最初のユダヤ人排斥措置と、首都から地方への家族の流出であった。 例えば、セルジュ・ゲンスブールは1941年にリセを去ったが、1944年に戻ってきた。 学年度の終わりから1942年の新学期が始まるまでの間、一斉検挙や強制送還が行われる中、学校に残っていたユダヤ人生徒の半数は戻らなかった。 ベルトラン・ヘルツはトゥールーズに逃れたが、2年後にそこで逮捕され、ブーヘンヴァルト強制収容所に強制送還された。 逮捕された14人のコンドルセの学生のうち、彼はロジェ・ペレルマンとともに生き残った3人のうちの1人であった。消息を絶った外国人ユダヤ人の数はフランス人ユダヤ人の数を上回っていた。 ピエール・アルベルティーニ（Pierre Albertini）は、「しかし、すでに事実上の消滅が起こっていたため、公式にユダヤ人を学校教育から排除する措置はとられなかった。 しかし、逆説的ではあるが、この開放性は、潜伏していた元学生とは異なり、逮捕されやすい地域を公然と移動しなければならないことを意味していた。 1943年12月、コンドルセに残っていたユダヤ人生徒はわずか9人、1944年6月には4人だった。 戦争末期、ドイツ国防軍は、ノルマンディー戦線に向かう兵士たちのために、学校を宿泊施設にすることを計画した。
面会室には死者への追悼碑が設置されたが、殺害され絶滅させられたユダヤ人卒業生の名前（特にヴィクトル・バッシュとジョルジュ・マンデル）すべてが記載されているわけではなかった。

### 女子の入学、男女共学化
男女共学は、リセ・コンドルセで徐々に現実のものとなった。1924年、コンドルセは、グランゼコール準備クラスに女子学生を入学させた最初の男子校のひとつであった。1972年、エコール・ポリテクニークが女子に門戸を開いた年、リセ・コンドルセの学生、アンヌ・ショピネが競争入試で1位になった。

### 1968年5月
この学校は、1968年5月の五月革命の数日間、非公式に「リセ・カール・マルクス」と呼ばれていた。生徒たちは革命家にちなんで学校名を付けることを望んでいたので、ニコラ・ド・コンドルセが革命家であったことを知った後、学校名は元に戻った。

### 学校名の変遷
この施設は、歴代以下の名前を冠してきた。
- ショゼ・ダンタンのリセ（1804年）
- リセ・インペリアル・ボナパルト（1805年～1814年）
- コレージュ・ロワイヤル・ド・ブルボン（1815年7月～1848年2月）
- リセ・シャプタル、リセ・フルクロワ（1848年）
- リセ・インペリアル・ボナパルト（1848年～1870年）
- リセ・コンドルセ（1870年10月22日～1874年）、ニコラ・ド・コンドルセ（1743年～1794年）にちなむ
- リセ・フォンターヌ（1874年5月1日～1883年1月27日）、ルイ・ド・フォンターヌ（1757年～1821年）にちなむ
- リセ・コンドルセ（1883年～）

## 主な教師
- アラン（哲学科）
- ジャン・ボーフレ（哲学科）
- ジャン＝マリー・ギュイヨー（哲学科）
- ジャン・ジョレス（哲学科）
- ジュール・ラシュリエ（哲学科）
- モーリス・メルロー＝ポンティ（哲学科）
- ジャン＝ポール・サルトル（哲学科）
- フェルナン・ブローデル（歴史・地理科）
- ジョルジュ・ユイスマン（歴史・地理科）
- ステファヌ・マラルメ（英語科）
- マルセル・パニョル（英語科）
- ジョルジュ・セデス（独語科）
- アラン・ミムン（体育科）

## 主な出身者

### 政治・官僚
- バオ・ダイ（保大、ベトナム皇帝）
- マリー・フランソワ・サディ・カルノー（フランス大統領）
- ジャン・カジミール＝ペリエ（フランス大統領）
- ポール・デシャネル（フランス大統領）
- ジョルジュ・オスマン（セーヌ県知事、パリ改造の責任者）
- アンドレ・タルデュー（フランス首相）
- アン・ショピネット（Anne Chopinet、エンジニア、官僚、ジャック・シラク大統領顧問、女性初のエコール・ポリテクニーク入学者の一人）

### 実業
- アンドレ・シトロエン（シトロエン創設者）
- マルセル・ダッソー（ダッソー創設者）
- ルイ・ルノー (実業家) (ルノー創設者)

### 学術・文学・芸術
- ウージェーヌ・シュー（医師、小説家）
- マルセル・プルースト（小説家）
- ポール・ヴェルレーヌ（詩人）
- アンリ・ベルクソン（哲学者）
- ジャン＝マルタン・シャルコー（神経学者）
- ランツァ・デル・ヴァスト（イタリアの詩人、哲学者）
- レイモン・アロン（社会学者）
- セルジュ・ゲンスブール（作曲家）
- アルフレッド・ド・ヴィニー（貴族、ロマン主義者）
- ポール・ヴァレリー（詩人、小説家、評論家）
- テオドール・ド・バンヴィル（高踏派の詩人、劇作家、評論家）
- ボリス・ヴィアン（作家、詩人、トランペット奏者）
- ジュール・ロマン（ユナニミスムの創設者）
- ルイ・ド・フュネス（喜劇役者）
- ジャン・コクトー（芸術家）
- アンリ・ド・トゥールーズ＝ロートレック（画家）